# آرزو (دختر ماهیار)
آرزو یا آرزوی، دختر چنگ نواز و چکامه‌سرای «ماهیار گوهرفروش» بود که بهرام گور او را به همسری خویش برگزید.
فردوسی در شاهنامه از او اینگونه یاد کرده‌است: 
| دلارام را آرزو نام بود |  | همو غمگسار و دلارام بود |